# Liste der Kulturdenkmäler in Alzey-Schafhausen
In der Liste der Kulturdenkmäler in Alzey-Schafhausen sind alle Kulturdenkmäler des Stadtteils Schafhausen der rheinland-pfälzischen Kreisstadt Alzey aufgeführt. Grundlage ist die Denkmalliste des Landes Rheinland-Pfalz (Stand: 25. März 2025).

## Einzeldenkmäler
| Bezeichnung | Lage                          | Baujahr | Beschreibung                                                                     | Bild            |
| ----------- | ----------------------------- | ------- | -------------------------------------------------------------------------------- | --------------- |
| Wohnhaus    | Katharina-Mauer-Straße 3 Lage | 1701    | barockes Wohnhaus, teilweises (verputztes) Zierfachwerk, ehemals bezeichnet 1701 | Fotos hochladen |